# Biradenahalli, Koratagere
Biradenahalli là một làng thuộc tehsil Koratagere, huyện Tumkur, bang Karnataka, Ấn Độ.